# Ras al-Khaimah (stad)
Ras al-Khaimah (Arabisch: رأس الخيمة, Raʾs al-Ḫaima) is de hoofdstad van het emiraat Ras al-Khaimah, een van de zeven Verenigde Arabische Emiraten.
De naam betekent in het Arabisch letterlijk "hoofd van de tent". Oorspronkelijk heette de stad Julfar. In de 18e eeuw vestigde de Qawasim-clan er zich onder de nieuwe naam.
De stad bestaat uit twee wijken, de oude stad en Nakheel, elk aan beide zijden van een riviertje. Hoewel er in het emiraat meer steden zijn, hanteert men voor het aantal inwoners hetzelfde cijfer als voor het gehele emiraat: 400.000 in 2023. 
Jaarlijks wordt in Ras al-Khaimah een internationale hardloopwedstrijd gehouden, de Halve marathon van Ras al-Khaimah.  Het is de snelste halve marathon ter wereld.